# FC Porto
 Der er for få eller ingen kildehenvisninger i denne artikel, hvilket er et problem. Du kan hjælpe ved at angive troværdige kilder til de påstande, som fremføres i artiklen.

|  | Denne artikel eller sektion om sport er forældet eller ikke opdateret. Se artiklens diskussionsside eller historik. |

Futebol Clube do Porto, ofte forkortet til FC Porto, er en portugisisk fodboldklub. Klubben er en af de mest succesrige i Portugal med 25 nationale mesterskaber, 17 cup-sejre og 19 supercup-sejre. FC Porto er regerende mestre (2007), og den seneste sæson, klubben sluttede uden for medaljerækken, daterer sig tilbage til 1975-76.
FC Porto har vundet 14 Cup Honra Porto, 30 Porto mesterskaber, 32 supercup-Porto og 1 Liga intercalar.
Internationalt har FC Porto vundet UEFA Champions League to gange, henholdsvis i 1987 og i 2004, UEFA Super Cup i 1988 samt UEFA cuppen i 2003 og Europa League i 2011, og klubben er dermed den portugisiske klub med flest internationale trofæer.
En række internationalt kendte spillere og trænere har fået deres gennembrud i klubben, heriblandt Vítor Baía, Rui Barros, Deco, James Rodríguez, Ricardo Carvalho, José Mourinho og Andre Villas-Boas.
Klubben har hjemmebane på Estádio do Dragão.

## Historiske slutplaceringer
| Sæson   | Niveau | Liga          | Placering | Kilde(r) |
| ------- | ------ | ------------- | --------- | -------- |
| 2010–11 | 1.     | Primeira Liga | 1.        | [ 1 ]    |
| 2011–12 | 1.     | Primeira Liga | 1.        | [ 2 ]    |
| 2012–13 | 1.     | Primeira Liga | 1.        | [ 3 ]    |
| 2013–14 | 1.     | Primeira Liga | 3.        | [ 4 ]    |
| 2014–15 | 1.     | Primeira Liga | 2.        | [ 5 ]    |
| 2015–16 | 1.     | Primeira Liga | 3.        | [ 6 ]    |
| 2016–17 | 1.     | Primeira Liga | 2.        | [ 7 ]    |
| 2017–18 | 1.     | Primeira Liga | 1.        | [ 8 ]    |
| 2018–19 | 1.     | Primeira Liga | 2.        | [ 9 ]    |
| 2019–20 | 1.     | Primeira Liga | 1.        | [ 10 ]   |
| 2020–21 | 1.     | Primeira Liga | 2.        | [ 11 ]   |
| 2021–22 | 1.     | Primeira Liga | 1.        | [ 12 ]   |
| 2022–23 | 1.     | Primeira Liga | 2.        | [ 13 ]   |
| 2023–24 | 1.     | Primeira Liga | 3.        | [ 14 ]   |

## Andre sportsgrene
FC Porto har ud over fodbold også håndbold-, basketball-, rulleskøjtehockey- og atletik-afdelinger.